# Pedro Lemebel

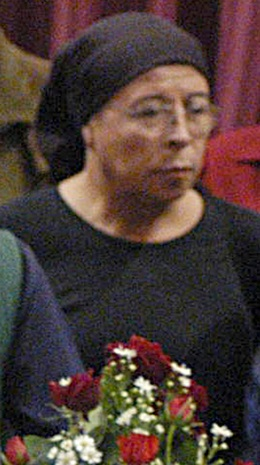
Pedro Lemebel (2005)

Pedro Segundo Mardones Lemebel (* 21. November 1952 in Santiago de Chile; † 23. Januar 2015 ebenda) war ein chilenischer Performancekünstler und Schriftsteller.

## Leben
Pedro Lemebel wuchs in einfachen Verhältnissen auf. Er studierte an der Universidad de Chile bildende Kunst und arbeitete zwei Jahre als Lehrer, bis er 1982 wegen seiner Homosexualität entlassen wurde.
1987 gründete Lemebel die Performancegruppe „Stuten der Apokalypse“. In der Folgezeit war er als Mitautor des Satiremagazins The Clinic tätig. Im Jahre 2006 wurde Lemebel der Anna-Seghers-Preis verliehen.
2011 wurde bei Pedro Lemebel Kehlkopfkrebs diagnostiziert, in dessen Folge er seine Stimme verlor. 2015 erlag er seinem Krebsleiden.
Die Chilenin Joanna Reposi Garibaldi porträtierte Pedro Lemebel in ihrem 2019 veröffentlichten Dokumentarfilm Lemebel, der bei der 69. Ausgabe der Internationalen Filmfestspiele Berlin seine Premiere erlebte.
2020 brachte der chilenische Regisseur Rodrigo Sepúlveda seine Verfilmung von Lemebels vierter Buchveröffentlichung, seinem ersten Roman Tengo miedo torero heraus (in Deutschland 2003 unter dem Namen Träume aus Plüsch und 2023 in einer Neuauflage mit dem Titel Torero, ich hab Angst erschienen), der in Santiago de Chile zu Zeiten der Diktatur unter Augusto Pinochet spielt.

## Werke (Auswahl)
- Loco afán: Crónicas del sidario (chronicles),  Santiago, 1996, ISBN 84-339-2382-X
- De perlas y cicatrices (chronicles),  Santiago, 1998.
- La esquina es mi corazón (chronicles),  Santiago, 2001.
- Zanjón de la Aguada, Santiago, 2003.
- Tengo miedo, torero, Roman, Santiago, 2002, ISBN 978-84-122440-9-0
  - Träume aus Plüsch, deutsch von Matthias Strobel. Suhrkamp, Frankfurt am Main, 2004, ISBN 3-518-45557-5
  - Neuauflage: Torero, ich hab Angst, deutsch von Matthias Strobel. Suhrkamp, Berlin, 2023, ISBN 978-3-518-22551-6
- Adiós mariquita linda (chronicles), Santiago, 2004, Barcelona 2006
- Serenata cafiola 2008
- Háblame de amores 2012
- Poco hombre 2013
- Mi amiga Gladys 2016